# Diocèse de Jérémie
Le diocèse de Jérémie est une circonscription territoriale de l'Église catholique en Haïti dans le département de la Grand'Anse. Il fait partie de la province ecclésiastique de Port-au-Prince. 

## Histoire
Le  diocèse de Jérémie a été érigé le 20 avril 1972 par division du diocèse des Cayes.
Depuis 2009, l'évêque de la cathédrale Saint-Louis-Roi-de-France de Jérémie est Mgr Gontran Décoste.

## Liste des évêques de Jérémie
- Carl-Edouard Peters, S.M.M. (1972 - 1975)
- Willy Romélus (1977 - 2009)
- Joseph Gontran Décoste, S.J. (2009 - ...)